# Svjetsko prvenstvo gluhih u rukometu 2014.
Svjetsko prvenstvo gluhih u rukometu 2014. godine bilo je prvo svjetsko prvenstvo u športu rukometu za gluhe osobe.
Održalo se je od 8. do 15. lipnja 2014. godine u Turskoj u gradu Samsunu. Prvi svjetski prvak postala je Hrvatska.

## Rezultati
- za broncu[1]

 Srbija —  Rusija 39:32
- za zlato[1]

 Hrvatska —  Turska 34:18

## Završni poredak
Popis nepotpun.
| Momčadi |          |
| Zlato   | Hrvatska |
| Srebro  | Turska   |
| Bronca  | Rusija   |
| 4.      | Srbija   |

| Svjetski prvaci 2014. |
| --------------------- |
| Hrvatska Prvi naslov  |

## Vanjske poveznice
- SP 2014., Službene stranice  Arhivirana inačica izvorne stranice od 8. siječnja 2015. (Wayback Machine)